# جيف نوفاك
جيف نوفاك (بالإنجليزية: Jeff Novak)‏ هو لاعب كرة قدم أمريكية أمريكي، ولد في 26 يوليو 1967 في أرلينغتون هايتس في الولايات المتحدة.